# Zorzines subgigas
Zorzines subgigas är en fjärilsart som beskrevs av Inoue 1982. Zorzines subgigas ingår i släktet Zorzines och familjen nattflyn. Inga underarter finns listade i Catalogue of Life.